# Rosina Storchio
Rosina Storchio (Venecia, 19 de mayo de 1872 - Milán, 24 de julio de 1945) fue una soprano de coloratura italiana, que protagonizó estrenos mundiales de óperas de Puccini, Leoncavallo, Mascagni y Giordano. Renombrada en su patria por su actuación vivaz y presencia escénica, poseía una voz pequeña que se deterioró prematuramente, provocando su retirada a los 51 años.
Nacida en Venecia, Storchio estudió en el Conservatorio de Milán antes de hacer su debut operístico como Micaëla en Carmen en el Teatro dal Verme de Milán en 1892. Tres años más tarde, debutó en el mayor teatro de ópera de Italia, La Scala de Milán, actuando en Werther. 
Milán se convirtió en el centro de su carrera desde entonces, pero también apareció durante el periodo previo a la Primera Guerra Mundial en teatros de otras ciudades italianas, incluyendo Roma y su ciudad natal. Visitó España y América del Sur, y aceptó compromisos en París y Moscú, atreviéndose con papeles pesados, inapropiados para su voz, como la Tosca de Puccini. En 1921, cuando su voz ya estaba en declive, cantó en Chicago y Nueva York. Su última representación fue como Cio-Cio San en Madama Butterfly, en Barcelona en 1923 (había cantado esta parte en el estreno de la obra, en La Scala, en 1904).
Storchio murió en Milán cerca del final de Segunda Guerra Mundial. Dejó un pequeño legado de registros de gramófono hechos durante los primeros años del siglo XX. Estos registros (reeditados desde entonces en CD) incluyen extractos de óperas veristas —el repertorio con qué fue más estrechamente asociada. En cualquier caso, también apareció en los escenarios en unas cuantas óperas francesas y obras de Verdi, particularmente en Falstaff.

## Papeles operísticos estrenados por Storchio
- 1897: Mimì en La bohème (Leoncavallo);
- 1900: Zazà en Zazà (Leoncavallo);
- 1903: Stephana en Siberia (Giordano);
- 1904: Cio-Cio San en Madama Butterfly (Puccini);
- 1918: Lodoletta en Lodoletta (Mascagni).